# Carex jiaodongensis
Carex jiaodongensis är en halvgräsart som beskrevs av Y.M.Zhang och X.D.Chen. Carex jiaodongensis ingår i släktet starrar, och familjen halvgräs. Inga underarter finns listade i Catalogue of Life.